# Andhun
Andhun est un ealdorman du Sussex à la fin du VIIe siècle.

## Biographie
D'après l'Histoire ecclésiastique du peuple anglais de Bède le Vénérable, le prince des Gewissae Cædwalla envahit le Sussex à la tête d'une armée et tue son roi Æthelwalh vers 685. Son triomphe est de courte durée, car il est repoussé par les ealdormen Andhun et Berthun, qui gouvernent ensuite le pays. Bède, qui est la seule source à donner les noms de ces deux comtes, n'indique pas qu'ils prennent le titre royal,.
Vers la même période, les Saxons du Sud viennent en aide à Eadric, prince du Kent, qui se révolte contre son oncle le roi Hlothhere. Avec leur aide, Eadric parvient à éliminer Hlothhere et s'empare du pouvoir.
Après être monté sur le trône du Wessex, Cædwalla mène une deuxième invasion du Sussex, durant laquelle Berthun est tué, et parvient à assujettir la région. Le sort d'Andhun n'est pas précisé.